# Callicarpa hypoleucophylla
Callicarpa hypoleucophylla là một loài thực vật có hoa trong họ Hoa môi. Loài này được T.P.Lin & J.L.Wang mô tả khoa học đầu tiên năm 1967.